# Steve Darcis
Steve Darcis (Luik, 13 maart 1984) is een Belgisch voormalig tennisser, die van 2003 tot en met 2020 tot de professionals behoorde.

## Carrière
In 2002 behaalde Darcis bij de junioren de achtste positie op de wereldranglijst, zijn hoogtepunt hierbij was het behalen van de halve finale van het jeugdtoernooi van Wimbledon.
Darcis speelt als professional vooral challenger- en futuretoernooien. Darcis heeft in zijn carrière zes futuretitels behaald, waarvan twee in 2007. In juli 2007 won Darcis, op dat moment nummer 297 van de wereld en ingestroomd als kwalificatiespeler, zijn eerste ATP-wedstrijd en meteen ook zijn eerste ATP-toernooi in Amersfoort (€55.820 aan prijzengeld). Hiervoor versloeg hij onder andere Marc Gicquel en Michail Joezjny.
Bij de US Open 2007 maakte Darcis zijn grandslamdebuut door zich via de kwalificaties te plaatsen voor het hoofdtoernooi. Hij verloor in de eerste ronde van de als tiende geplaatste Tommy Haas.
In maart 2008 sleepte Darcis zijn tweede ATP-titel in de wacht door de finale van het ATP-toernooi van Memphis te winnen van de als achtste geplaatste Zweed Robin Söderling. Darcis had richting de finale al Jonas Björkman en de als zevende geplaatste Jürgen Melzer verslagen.
Op Wimbledon 2013 versloeg Darcis in de eerste ronde de als vijfde geplaatste Rafael Nadal (7-6(4), 7-6(8), 6-4), die daardoor voor het eerst in zijn carrière in de eerste ronde van een grandslamtoernooi verloor. Darcis moest zich voor de tweede ronde geblesseerd terugtrekken en kon dus geen vervolg aan deze overwinning geven.
Hij beëndigde zijn carrière op de Australian Open 2020, waar hij niet door de kwalificaties raakte.

## Palmares
| Legenda                       | Legenda               |
| ----------------------------- | --------------------- |
| Grand Slam                    |                       |
| Olympische Spelen             |                       |
| tot 2009                      | vanaf 2009            |
| Tennis Masters Cup            | ATP Finals            |
| ATP Masters Series            | ATP Tour Masters 1000 |
| ATP International Series Gold | ATP Tour 500          |
| ATP International Series      | ATP Tour 250          |

### Enkelspel
| Nr.                          | Datum            | Toernooi       | Ondergrond    | Tegenstander             | Score            | Details          |
| ---------------------------- | ---------------- | -------------- | ------------- | ------------------------ | ---------------- | ---------------- |
| Gewonnen finales             |                  |                |               |                          |                  |                  |
| 1.                           | 22 juli 2007     | ATP Amersfoort | Gravel        | Werner Eschauer          | 6-1, 7-6(1)      | Details          |
| 2.                           | 2 maart 2008     | ATP Memphis    | Hardcourt     | Robin Söderling          | 6-3, 7-6(5)      | Details          |
| Verloren finales             |                  |                |               |                          |                  |                  |
| 1.                           | 3 mei 2008       | ATP Amersfoort | Gravel        | Albert Montañés          | 6-1, 5-7, 3-6    | Details          |
| Gewonnen finales challengers |                  |                |               |                          |                  |                  |
| 1.                           | 18 november 2007 | Helsinki       | Hardcourt (i) | Tobias Kamke             | 6-3, 1-6, 6-4    | 6-3, 1-6, 6-4    |
| 2.                           | 1 augustus 2010  | Cordenons      | Gravel        | Daniel Munoz-De La Nava  | 6-2, 6-4         | 6-2, 6-4         |
| 3.                           | 10 juli 2011     | Scheveningen   | Gravel        | Marsel Ilhan             | 6-3, 4-6, 6-2    | 6-3, 4-6, 6-2    |
| 4.                           | 7 augustus 2011  | Trani          | Gravel        | Leonardo Mayer           | 4-6, 6-3, 6-2    | 4-6, 6-3, 6-2    |
| 5.                           | 12 oktober 2014  | Rennes         | Hardcourt (i) | Nicolas Mahut            | 6-2, 6-4         | 6-2, 6-4         |
| 6.                           | 10 januari 2015  | Noumea         | Hardcourt     | Adrián Menéndez Maceiras | 6-3, 6-2         | 6-3, 6-2         |
| 7.                           | 12 januari 2016  | Lyon           | Gravel        | Thiago Monteiro          | 3-6, 6-2, 6-0    | 3-6, 6-2, 6-0    |
| 8.                           | 14 augustus 2016 | Trnava         | Gravel        | Jordi Samper-Montaña     | 6-3, 6-4         | 6-3, 6-4         |
| 9.                           | 6 november 2016  | Eckental       | Hardcourt (i) | Alex de Minaur           | 6-4, 6-2         | 6-4, 6-2         |
| 10.                          | 21 mei 2017      | Bordeaux       | Gravel        | Rogério Dutra Silva      | 7-6(2), 4-6, 7-5 | 7-6(2), 4-6, 7-5 |

## Resultaten grote toernooien
| Legenda | Legenda                          |
| ------- | -------------------------------- |
| g.t.    | geen toernooi gehouden           |
| l.c.    | lagere categorie                 |
| –       | niet deelgenomen                 |
| G       | uitgeschakeld in de groepsfase   |
| 1R      | uitgeschakeld in de eerste ronde |
| 2R      | uitgeschakeld in de tweede ronde |
| 3R      | uitgeschakeld in de derde ronde  |
| 4R      | uitgeschakeld in de vierde ronde |
| KF      | uitgeschakeld in de kwartfinale  |
| HF      | uitgeschakeld in de halve finale |
| F       | de finale verloren               |
| W       | het toernooi gewonnen            |
| w-v     | winst/verlies-balans             |

### Enkelspel
| grandslamtoernooien  |      |      |      |      |      |    |      |      |      |    |      |      |
| Australian Open      | –    | 1R   | 1R   | –    | –    | 1R | 1R   | –    | –    | 1R | 3R   | 1R   |
| Roland Garros        | –    | 1R   | 1R   | 2R   | 3R   | 1R | 1R   | –    | 1R   | 2R | 1R   | –    |
| Wimbledon            | –    | 1R   | 2R   | –    | –    | 1R | 2R   | –    | 1R   | –  | 2R   | 2R   |
| US Open              | 1R   | 2R   | 1R   | –    | 2R   | 2R | –    | 1R   | 2R   | 2R | 1R   | 1R   |
| ATP Masters 1000     |      |      |      |      |      |    |      |      |      |    |      |      |
| Indian Wells         | –    | –    | 2R   | –    | –    | 2R | –    | –    | –    | –  | –    | –    |
| Miami                | –    | –    | 1R   | –    | –    | 1R | –    | –    | 3R   | –  | –    | –    |
| Monte Carlo          | –    | –    | –    | –    | –    | –  | –    | –    | –    | –  | 1R   | –    |
| Madrid               | l.c. | l.c. | –    | –    | –    | –  | –    | –    | –    | –  | –    | –    |
| Rome                 | –    | 2R   | –    | –    | –    | –  | –    | –    | –    | –  | –    | –    |
| Montreal/Toronto     | –    | –    | –    | –    | –    | –  | –    | –    | –    | –  | –    | –    |
| Cincinnati           | –    | –    | –    | –    | –    | –  | –    | –    | –    | –  | –    | –    |
| Shanghai             | l.c. | l.c. | –    | –    | –    | –  | –    | –    | –    | –  | –    | –    |
| Parijs               | –    | –    | –    | –    | –    | –  | –    | –    | –    | –  | –    | –    |
| olympisch            |      |      |      |      |      |    |      |      |      |    |      |      |
| Olympische Spelen    | g.t. | 1R   | g.t. | g.t. | g.t. | 3R | g.t. | g.t. | g.t. | –  | g.t. | g.t. |
| statistieken         |      |      |      |      |      |    |      |      |      |    |      |      |
| totaal aantal titels | 1    | 1    | 0    | 0    | 0    | 0  | 0    | 0    | 0    | 0  | 0    | 0    |
| eindejaarsranking    | 88   | 61   | 122  | 183  | 88   | 93 | 164  | 160  | 86   | 86 |      |      |

### Dubbelspel
| grandslamtoernooien  |     |      |      |      |     |      |      |      |     |      |      |
| Australian Open      | 1R  | 1R   | 2R   | –    | –   | –    | –    | –    | –   | –    | –    |
| Roland Garros        | KF  | –    | –    | –    | 1R  | –    | –    | 1R   | –   | 1R   | –    |
| Wimbledon            | 1R  | –    | –    | –    | 3R  | –    | –    | –    | –   | –    | –    |
| US Open              | 1R  | –    | –    | –    | 1R  | –    | –    | 1R   | –   | 3R   | –    |
| ATP Masters 1000     |     |      |      |      |     |      |      |      |     |      |      |
| (nog) geen deelnames |     |      |      |      |     |      |      |      |     |      |      |
| olympisch            |     |      |      |      |     |      |      |      |     |      |      |
| Olympische Spelen    | –   | g.t. | g.t. | g.t. | –   | g.t. | g.t. | g.t. | –   | g.t. | g.t. |
| statistieken         |     |      |      |      |     |      |      |      |     |      |      |
| totaal aantal titels | 0   | 0    | 0    | 0    | 0   | 0    | 0    | 0    | 0   | 0    | 0    |
| eindejaarsranking    | 129 | 796  | 183  | 955  | 227 | 466  | 1050 | 602  | 871 |      |      |